# Aitasaari
Aitasaari är en ö i Finland. Den ligger i sjön Loituma och i kommunen Ruokolax i den ekonomiska regionen  Imatra ekonomiska region  och landskapet Södra Karelen, i den sydöstra delen av landet, 270 km nordost om huvudstaden Helsingfors. Öns area är 0,9 hektar och dess största längd är 200 meter i öst-västlig riktning.